# Volkswagen LT
Volkswagen LT — серия немецких мало- и среднетоннажных грузовых автомобилей и микроавтобусов, производимых Volkswagen с 1975 по 2006 год.

## Первое поколение
Многоцелевые автомобили LT первого поколения (1975—1996) (Typ 281/Typ 282) завод Volkswagen в Ганновере начал выпускать в 1975 году. Названием стала аббревиатура от Lasten-Transporter, что в переводе приблизительно обозначает транспорт для перевозки грузов. И в декабре 1995 года был выпущен последний LT первого поколения.
Всего был выпущен 471 221 автомобиль.

### Описание
Обширное семейство LT первого поколения включает цельнометаллические фургоны с низкой или высокой крышей, микроавтобусы, грузопассажирские машины (Комби), бортовые грузовики с одно- или двухрядной кабиной и шасси. Полная их масса колеблется от 2,8 до 5,6 т (на это указывает цифровой индекс моделей — LT 28, LT 45 и т. д.). Колесная база может быть трех размеров: 2500, 2950 или 3650 мм. Компоновка машины — с кабиной над двигателем и задней ведущей осью. Специально, для труднодоступных регионов, строительных предприятий и кемперов, строились полноприводные версии (4х4).
Первоначально они оснащались карбюраторным 4-цилиндровым двигателем (2,0 л 75 л. с.). На следующий год к нему добавился 4-цилиндровый дизель фирмы Perkins (2,7л 65 л. с.). А в 1979 году фирма Volkswagen перешла на 6-цилиндровые силовые агрегаты собственной разработки, используя за основу 4-цилиндровый двигатель Volkswagen Golf.

### Модернизации автомобиля
В 1983 году машины LT были модернизированы. В модельном ряду LT появилась самая тяжелая версия LT 55 и модернизированный 6-цилиндровый двигатель. Изменения коснулись и салона автомобиля (установлена новая приборная панель и электрический стеклоомыватель).
В 1986 году семейство претерпело очередную модернизацию, которая затронула внешний вид (замена круглых фар головного освещения на квадратные) и безопасность автомобиля (установлены ремни безопасности и дополнительное усиление кузова).
В 1993 году было предпринята последняя модернизация LT первого поколения (в модельном ряду добавлено три новых двигателя, новая решётка радиатора, новые передние и задние бампера и улучшенная приборная панель с декоративными элементами салона). Гидроусилитель руля и корректор фар стал устанавливаться в базовой комплектации. В качестве дополнительного оборудования стала возможна установка ABS.

### Автодома
На базе LT выпускались разнообразные туристические автодома, в различных вариантах кузова, оснащения и отделки. Ширина автомобиля допускала возможность установки кроватей расположенных крест-накрест. Всевозможные утверждённые концерном Volkswagen автодома Westfalia были доступны для модели LT, в том числе Sven Hedin, и более поздние модели Florida. Модель LT была также использована компанией Karmann, которая создала более 3000 Karmann LT первоклассных автодомов.

### Кабина грузовиков
Кабина LT была использована в лёгких грузовиках «G Series» в совместном предприятии между Volkswagen и MAN AG, с полной массой транспортного средства от шести до десяти тонн. Он выпускался с 1979 до 1993 год.
Бразильский завод Фольксваген в Резенди (Рио-де-Жанейро) выпускал грузовики с общей массой от 7 до 35 тонн. Даже после запуска новой модели грузовика Volkswagen Constellation в 2006 году, Volkswagen Commercial Vehicles продолжает производство транспортных средств включающих кабины на основе первого поколения LT. Кабина Volkswagen Titan также разработана на основе кабины первого поколения LT.

### Двигатели
| Тип мотора                   | Код мотора | Объём куб.см | Число цилиндров | Мощность (л/с) | Годы установки    |
| ---------------------------- | ---------- | ------------ | --------------- | -------------- | ----------------- |
| Бензиновый 2,0 л             | CH         | 1984         | 4               | 75             | 04/1975 — 11/1982 |
| Бензиновый 2,4 л             | DL         | 2383         | 6               | 90             | 12/1982 — 07/1992 |
| Бензиновый инжекторный 2,4 л | 1E         | 2383         | 6               | 94             | 08/1988 — 12/1995 |
| Дизель 2,7 л                 | CG         | 2680         | 4               | 65             | 01/1976 — 11/1982 |
| Дизель 2,4 л                 | CP         | 2383         | 6               | 75             | 08/1978 — 11/1982 |
| Дизель 2,4 л                 | DW         | 2383         | 6               | 75             | 12/1982 — 07/1992 |
| Дизель 2,4 л                 | 1S         | 2383         | 6               | 70             | 08/1988 — 12/1995 |
| Дизель 2,4 л                 | ACT        | 2383         | 6               | 69             | 08/1992 — 12/1995 |
| Турбодизель 2,4 л            | DV         | 2383         | 6               | 102            | 12/1982 — 07/1992 |
| Турбодизель 2,4 л            | 1G         | 2383         | 6               | 92             | 08/1988 — 07/1992 |
| Турбодизель 2,4 л            | ACL        | 2383         | 6               | 95             | 08/1991 — 12/1995 |

## Второе поколение
В 1996 году Volkswagen и Mercedes-Benz объединёнными усилиями разработали новое семейство (1996—2006) (Typ 2D) лёгких грузовиков и автобусов: VW LT и Mercedes-Benz Sprinter. Дабы снизить издержки, оба «кита» немецкой автоиндустрии постарались максимально унифицировать свои авто — главным образом по кузовам и ходовой части. Однако двигатели, трансмиссия и оформление передней части у каждого производителя были свои.
После 1999 года разница стала более существенной. К примеру, на Mercedes-Benz Sprinter установили новую приборную панель со стильным «джойстиком» переключения передач. VW же решил оставить старый простой интерьер — возможно, и не c таким удобным, но зато более надёжным напольным рычагом переключения передач.

### Описание
Модели LT второго поколения отличаются друг от друга полной массой и базой: LT28 — до 2800 кг и 3000—3550 мм, LT35 — 3500 кг и 3000—4025 мм, а LT46, соответственно, 4600 кг и 3550—4025 мм. Естественно, есть в производственной программе фургоны с низкой и высокой крышей и различными типами перегородок (или вовсе без оных), грузопассажирские версии, автобусы, бортовые грузовики, самосвалы с обычной или сдвоенной кабиной и просто шасси.
Рабочее место водителя почти полностью соответствует Mercedes-Benz Sprinter, выпущенным до 2000 года. Хороши и многочисленные карманы, и «бардачки», по которым можно разложить карты, документы, аптечки и всякую мелочёвку.